# Dipor Bil
Dipor Bil, también deletreado Deepor Beel (pron: dɪpɔ:(r) bɪl) ( bil o beel significa "lago" en el idioma asamés local), está ubicado al sudoeste de la ciudad de Guwahati, en el distrito metropolitano de Kamrup, en Assam, India. Es un lago permanente de agua dulce, en un antiguo canal del río Brahmaputra, al sur del río principal. También es un humedal según la Convención de Ramsar, que incluyó al lago en noviembre de 2002 como Sitio Ramsar para emprender medidas de conservación sobre la base de su importancia biológica y ambiental.
Considerado uno de los beels (brazo muerto de un meandro) más grandes del valle del Brahmaputra en la región del Bajo Assam, se considera un representante del tipo de humedal en la región biogeográfica del bosque monzónico de Birmania.
Dipor Bil proporciona, directa o indirectamente, sus recursos naturales para el sustento de catorce pueblos indígenas (1.200 familias) ubicados en la zona. El pescado de agua dulce es una proteína vital y una fuente de ingresos para estas comunidades; se afirma que la salud de estas personas depende directamente de la salud del ecosistema. Un miembro de la Sociedad Cooperativa de Pescadores de Deepor Beel ha declarado sucintamente: "Nuestros antepasados protegieron este humedal y estamos comprometidos a hacer lo mismo, ya que dependemos del humedal para nuestro sustento. Protegeremos este humedal a toda costa y contra viento y marea".

## Etimología
Se dice que el nombre de Deepor Beel es un derivado de la palabra sánscrita dipa que significa elefante, -r significa "de" y bil significa humedal o cuerpo acuático grande en idioma asamés, habitado por elefantes.

## Historia
Se afirma que este meandro fue un importante astillero del reino de los Tai-Ahom, así como de los mogoles, según la historia medieval de los conflictos entre los ahom y los mogoles. También se afirma que Kampitha y Rambrai Syiemship (la autoridad política suprema se conoce como Syiemship en Meghalaya ) tenía el control sobre esta área.

## Acceso

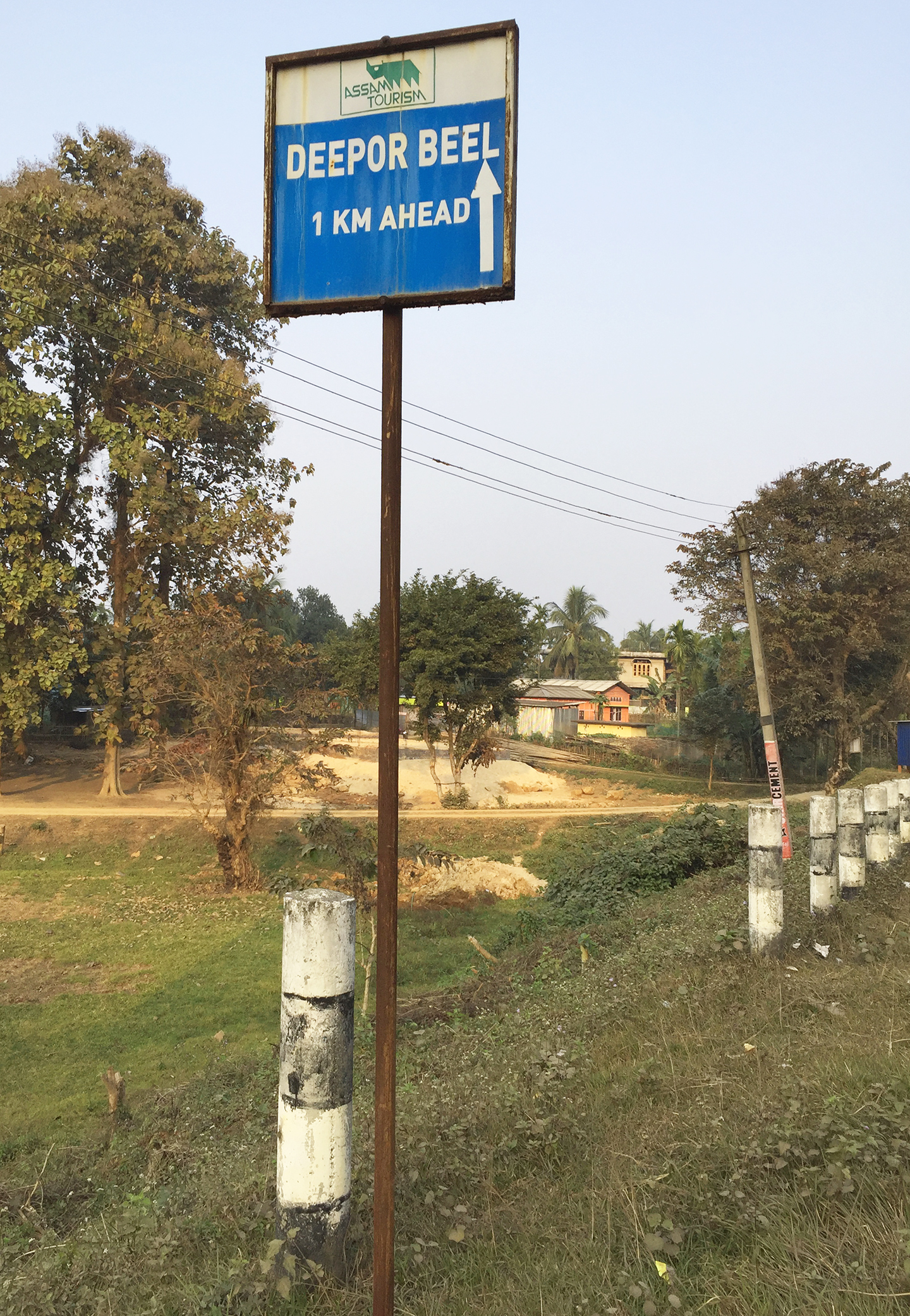
De camino a Deepor Beel en Guwahati, Assam

Dipor Bil se encuentra 13 km al suroeste de Guwahati, en la carretera nacional 31 de la India, en el desvío de Jalukbari-Khanapara, a lo largo de su límite noroeste. La carretera bordea la franja norte de los bosques de las Reservas forestales de Rani y Garbhanga en el sur. La carretera nacional 37 limita con Bil al este y noreste y con la carretera del Colegio de Ingenieros de Assam al norte. Además, existen caminos y vías secundarias en las cercanías del meandro, que se halla a unos 5 km del aeropuerto de Guwahati (LGB Int. Aeropuerto). Una vía férrea de vía ancha bordea el lago.

## Topografía y geología
El meandro está delimitado por tierras altas empinadas en el norte y el sur, y el valle tiene una amplia forma de U con las colinas Rani y Garbhanga como telón de fondo. La historia geológica y tectónica de la región proporciona los vínculos con la hidrología y la dinámica de los canales de los ríos y el patrón y la intensidad del uso de la tierra en el área. Comúnmente se afirma que el meandro, junto con los que lo rodean, son un canal abandonado del sistema Brahmaputra.
Si bien se dice que el meandro (beel o bil o billabong) y su franja de tierras bajas están sustentados por aluviones recientes que consisten en arcilla, limo, arena y guijarros, mientras que las tierras altas inmediatamente al norte y al sur del beel están formadas por gneis y esquistos de la era arcaica.

## Hidrología
Los ríos Basistha y Kalmani y la escorrentía monzónica local son las principales fuentes de agua del lago, entre mayo y septiembre. El canal de Khonajan drena el meandro en el río Brahmaputra, 5 km al norte. Actúa como un reservorio natural de aguas pluviales durante la temporada del monzón para la ciudad de Guwahati (se dice que es la única cuenca de almacenamiento de agua importante para el drenaje de la ciudad, con una profundidad de agua de aproximadamente cuatro metros durante el monzón, mientras que desciende a un metro durante la estación seca.
El humedal tiene un área de agua perenne de alrededor de 10,1 km 2, que se extiende hasta 40,1 km 2 durante las inundaciones. Sin embargo, el Gobierno de Assam ha declarado un área de 414 ha como "Santuario de Deepor Beel". Según un estudio de teledetección, se informa que el área de los humedales se ha reducido al 14,1 % (405 ha) entre 1990 y 2002.
Las temperaturas en el beel varían de 10,6 oC a 32 oC. Durante los meses de invierno, cuando el tamaño del lago se reduce en un cincuenta por ciento, el área de la orilla (hasta un kilómetro) se cultiva con arroz cuando el clima también es relativamente fresco y seco. El clima tropical monzónico se prolonga de mayo a septiembre cuando es húmedo. Las lluvias premonzónicas se experimentan entre marzo y mayo.

## Flora

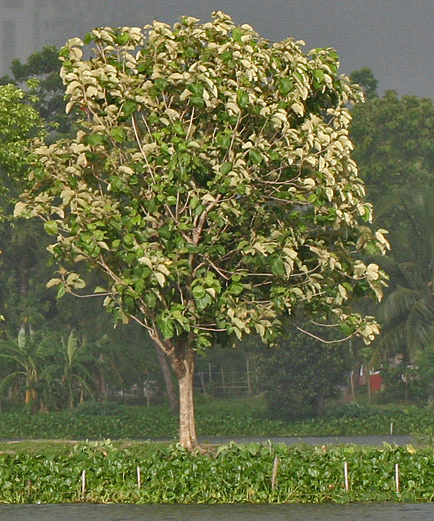
Bosque caducifolio dentro de la cuenca del beel — Tectona grandis - teca común

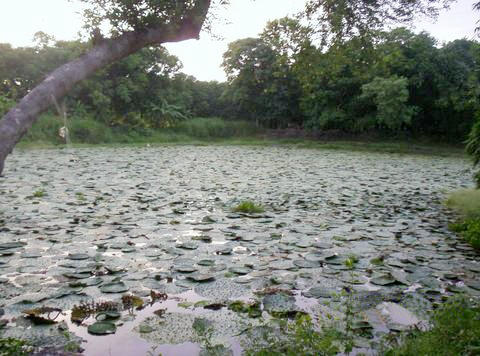
Euryale ferox — nenúfar gigante en el humedal.

La vegetación hidrófita del beel ha sido clasificada, en base a su adaptación ecológica, en las siguientes categorías con sus elementos florísticos:
- La vegetación acuática como el nenúfar gigante, el jacinto de agua, los pastos acuáticos, los nenúfares y otra vegetación sumergida, emergente y flotante se encuentran durante la temporada de verano.
- En las zonas secas, durante el invierno, se observa vegetación acuática y semiacuática.
- En áreas de aguas abiertas profundas, se encuentran tierras pantanosas, planicies de lodo, vegetación emergente, parches de jacintos de agua y parches de tierra de pastos.
- Las aves acuáticas migratorias, las aves acuáticas residentes y la avifauna terrestre son comunes en las áreas de arrozales, pastizales secos y bosques dispersos.

Se informa un total de 18 géneros de fitoplancton en el área central del ecosistema, donde dominan los géneros Oscillatoria y Macrocystis. La lista de plantas acuáticas identificadas en el beel son:
- Eichhornia crassipes, 'Pistia stratiotes, Ottelia alismoides, Lemna minor, Potamogeton crispus, Vallisneria spiralis, Hydrilla verticillata, Ipomoea reptans, Azolla pinnata, Spirodela polyrhiza, Eleocharis plantaginea, Nymphaea alba, Euryale ferox, Nymphaea rubra y Sagittaria sagittifolia.
- Euryale ferox, un nenúfar gigante con semillas comestibles, se arrienda para obtener ingresos para el gobierno. Otra vegetación de la orilla del lago incluye:
- Eupatorium adoratum, Achyranthes aspera, Cyperus esculentus, Phragmites karka, Vitex trifolia, Accium basilium, Saccharum spontaneum e Imperata arundinacea .

Las especies de árboles dominantes en los bosques caducifolios cercanos a la cuenca del bil son Tectona grandis o teca común, Ficus benghalensis, Shorea robusta y Bombax malabaricum. En el área de bosque circundante se reportan plantas de acuario, plantas medicinales y orquídeas de valor comercial.

## Avifauna
El meandro del bil es un hábitat natural para muchas variedades de aves. Se han contabilizado 219 especies de aves, incluidas más de 70 especies migratorias. Las congregaciones más grandes de aves acuáticas se pueden ver, particularmente en invierno, con un recuento registrado de 19.000 aves acuáticas en un día. Algunas de las especies de aves amenazadas a nivel mundial como el pelícano oriental (Pelecanus philippensis), el marabú menor (Leptoptilos javanicus), el porrón de Baer (Aythya baeri), el pigargo de Pallas (Haliaeetus leucoryphus) y el marabú argala (Leptoptilos dubius) .

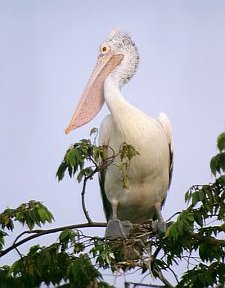
Pelícano oriental en humedales y lagos en India

Entre la gran cantidad de aves acuáticas migratorias, la grulla siberiana (Grus leucogeranus) migra regularmente a este hábitat durante su viaje anual. Esto se suma a la gran congregación de aves acuáticas residenciales que se ven en el lago.
Teniendo en cuenta la riqueza de las variedades de aves que se encuentran en el bil, BirdLife International ha declarado Deepor Beel como un Área Importante para las Aves (IBA) con alta prioridad para la conservación.

## Fauna acuática
Las encuestas han revelado 20 especies de anfibios, 12 de lagartijas, 18 de serpientes y 6 especies de tortugas y tortugas terrestres. Se han identificado más de 50 especies de peces comercialmente viables, pertenecientes a 19 familias, que abastecen de stock a otros humedales y ríos cercanos. El bil proporciona alimento, actúa como cuerpo de agua de desove y crianza; algunas de las especies se reproducen dentro del humedal.
Los elefantes asiáticos salvajes (Elephas maximus), el leopardo, el gato de la jungla y el muntíaco protegido, el puercoespín malayo y el sambar se encuentran en el bil. También se informa de manadas de elefantes.

## Utilidad delbil
Los habitantes de los pueblos ubicados en la periferia y la cuenca del bil lo utilizan para:
- Pescar
- Como vía fluvial para el transporte de los pobladores del límite sur a la NH 37
- Recolectar forraje para el ganado doméstico y recolectar semillas acuáticas como el nenúfar gigante, Nymphea sp. etc.
- Cultivar arroz, sembrado en diciembre–enero y cosechado en abril–mayo

## Deterioro del bil
Las causas naturales y antropogénicas del deterioro del humedal son muchas. Las principales razones en el ecosistema son:
- Proliferación de asentamientos humanos, caminos e industrias alrededor de la periferia (en los lados este y noreste) causando problemas de contaminación.
- Aguas residuales de diferentes puntos de la ciudad y las zonas aledañas.
- Construcción de vía férrea de vía ancha en la periferia del humedal.
- Asignación de terrenos baldíos del gobierno a una parte privada por parte del departamento de asentamientos del gobierno.
- Hornos de ladrillos y corte de suelo.
- Caza, captura y matanza de aves y mamíferos silvestres.
- Prácticas de pesca intensivas no planificadas (tanto de día como de noche).
- Vertedero de basura de Boragaon, contiguo al Dipor Bil.

## Actividades de restauración
Se ha puesto en marcha un plan de gestión integral y se propone declarar toda el área del mendro humedal como área protegida.
Se han eliminado las malas hierbas en un área de 500 ha y se informa que la captura de peces está mejorando. Las medidas a largo plazo previstas para preservar el medio ambiente son:
- Se eliminarán las invasiones y los asentamientos alrededor de la periferia del humedal.
- El tren se detiene en el límite del beel.
- Plantear plantaciones adecuadas a ambos lados de la vía férrea para reducir el nivel de ruido.
- Restauración ecológica del área forestal circundante.
- Preservar la efectividad del beel como depósito de detención de aguas pluviales para la ciudad de Guwahati y la creación de capacidad de almacenamiento adicional en las áreas naturalmente deprimidas dentro del área metropolitana mayor.
- La escorrentía de la ciudad de Guwahati, que incluye aguas residuales, se tratará antes de descargarla en el beel.
- Suspender los cortes de tierras, los hornos de ladrillos y el desarrollo industrial en la periferia del beel.
- Se suspenderán los asentamientos gubernamentales y se preservará el beel en su estado natural.
- Fomentar el ecoturismo relacionado con las aves y la educación para la conservación .

### Santuario de aves
El Santuario de aves de Deepor Beel, que cubre un área de 414 ha dentro de la extensión más grande del beel para albergar varias especies de aves ha sido creado por el Departamento de Bosques, y la ley prohíbe disparar y atrapar aves, pero se informa que la implementación es inadecuada. Se han enumerado más de 120 especies de aves en el santuario, incluidos martines pescadores, águilas pescadoras, marabúes y abundantes variedades de patos. Se ha erigido una torre de vigilancia en la orilla del beel para la observación de aves y la seguridad.